# MPV busz (Miskolc)
A miskolci MPV jelzésű autóbuszvonal a Majális-park és a Vadaspark között húzódik, amelyet a Miskolc Városi Közlekedési Zrt. üzemeltet a városi majálisok idején.

## Története
Az MVK Zrt. többéves szokása, hogy minden év május 1-jén díjmentesen igénybe vehető járatokat indít a városi majálisra AMP, RMP, FMV és MPV jelzéssel.
A miskolci tömegközlekedést biztosító vállalat autóbuszai a szabad- és munkaszüneti napi menetrend, villamosai vasárnapi menetrend szerint közlekednek május első napján, a 4 különböző autóbuszvonal járatai ütemezett menetrend szerint, és az alapmenetrendben meghirdetett buszokon felül indulnak (néhány kivétellel). Az FMV és MPV autóbuszok a ZOO buszok ingázását váltják ki aznap.

## Útvonala
Az MPV jelzésű autóbuszok a Majális-parktól elindulnak az injekcióüzem irányába, majd onnan érkeznek a Miskolci Állatkert és a Csanyik területére. Üzemkezdettől zárásig az itt érvényben levő egyirányúsítás feloldott.
| Majális-park – Vadaspark                                          | Vadaspark – Majális-park                                          |
| ----------------------------------------------------------------- | ----------------------------------------------------------------- |
| Majális-park ➝ Vadas Jenő utca ➝ 2505 ➝ Csanyik-völgy ➝ Vadaspark | Vadaspark ➝ Csanyik-völgy ➝ 2505 ➝ Vadas Jenő utca ➝ Majális-park |

## Közlekedése
A Majális-park irányából
- 9:40 és 18:40 között félórás ütemezettséggel;

A Vadaspark irányából
- 9:50 és 18:50 között félórás ütemezettséggel indulnak autóbuszok.

## Megállóhelyei
| 0 | Majális-park végállomás | 0.0 km | 0 | 1, 5, 15, 53, 54, 901, AMP, RMP, FMV 1383 3755 |
| 1 | Injekcióüzem            | 0.9 km | 2 | 5, 15, FMV 3755                                |
| 2 | Vadaspark végállomás    | 2.0 km | 4 | FMV                                            |